# Kétfoltú szitakötő
A kétfoltú szitakötő (Epitheca bimaculata) Európában és Nyugat-Szibériában honos, a sárkány-szitakötők családjába tartozó faj.

## Megjelenése

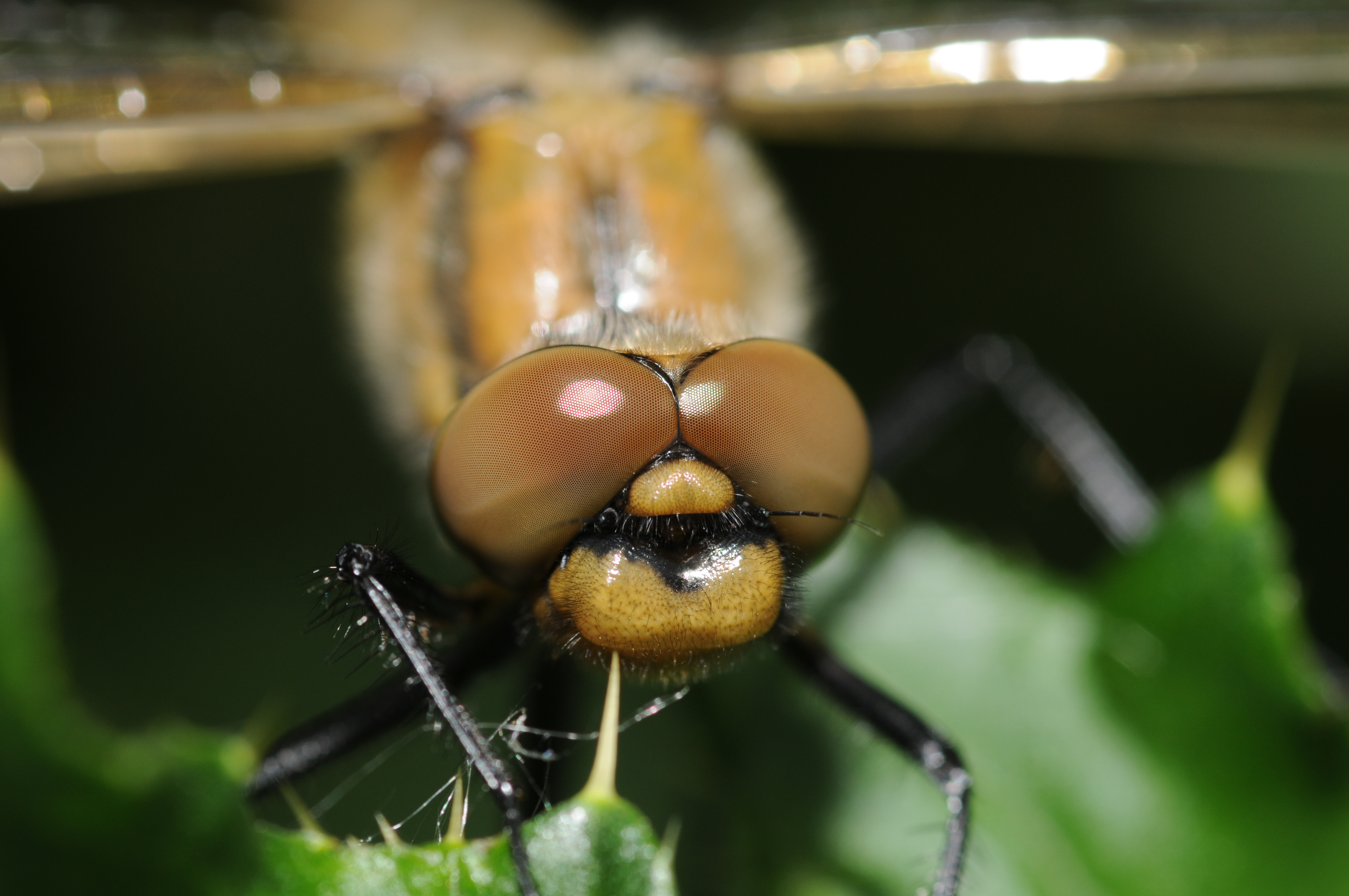

Nagy méretű szitakötőfaj, testhossza eléri a 65 mm-t, szárnyfesztávolsága pedig a 95 mm-t. A család többi tagjától eltérően nincs fémes színezete. Tora barna, oldalt ferde sötét csíkokkal. Potroha sárgásbarna, felül széles sötétbarna vagy fekete sávval, amely a szelvények közepén összeszűkül, közöttük pedig kiszélesedik. Lábai hosszúak. A hátsó szárnyak tövén fekete folt figyelhető meg, innen kapta a faj a nevét. A fiatal példányok szeme barna, ami az ivarérett imágókon irizáló malachitzöldre változik. A nemek színezete hasonló; a hímek potroha keskenyebb és potrohfüggelékeik V-alakban szétállnak, míg a nőstények potrohfüggelékei majdnem párhuzamosak.
Hasonló faj a négyfoltos acsa, amely a szárnyain lévő fekete foltokról könnyen felismerhető; valamint a kisfoltos laposacsa fiatal példányaival is összetéveszthető.

## Elterjedése
Elsősorban közép- és kelet-európai faj. Nyugat-Európában (Franciaországban, Németországban, Skandináviában) is előfordulnak szigetszerű, változó létszámú populációi. Hollandiából kipusztult és az utóbbi időkben Olaszországban és Boszniában sem észlelték. Kelet felé Nyugat-Szibériáig terjed az élettere. Magyarországon sokáig csak nagyon kevés megfigyelés volt róla, újabban több helyütt megtalálták.    

## Életmódja
Hosszú lábú lárvája nagyobb, fákkal-bokrokkal benőtt partú, vízinövényekben gazdag tavakban, holtágakban, bánya- és halastavakban fejlődik, két vagy három éven át. Az imágó május közepe táján bújik ki és igen rövid ideig, körülbelül egy hónapig röpül. Igen mozgékony, gyors röptű faj, és inkább a nyílt vízfelszín fölött vagy a fák koronájának szintjében tartózkodik, ezért megfigyelése nem könnyű. Párzás után a nőstény 2000 petéből álló, 15–50 cm hosszú petefüzért rak, amely sokáig a víz színén lebeg vagy rátekeredik a vízinövényekre.
Magyarországon védett, természetvédelmi értéke 5 000 Ft.